# Johann Georg Graeff
Johann Georg Graeff (* 1762 in Mainz; † 7. Februar 1829 in London) war ein deutscher Flötist und Komponist.

## Leben
Johann Georg Graeff wurde als Sohn eines höheren Mainzer Hofbeamten geboren. Obschon die Eltern sich für ihren Sohn eine kirchliche Laufbahn gewünscht hatten, erlaubten sie ihm, Musiker zu werden. 1777 verließ Graeff Mainz und reiste in die Schweiz, wo er bis 1782 in Basel, Bern und Lausanne lebte, bevor er 1783 beachtenswerte Erfolge in Paris hatte und sich mit dem Abbé Vogler anfreundete. In Paris könnte er Kompositionsunterricht von Karl Friedrich Abel erhalten haben. Den 1827 im Sainsbury’s Dictionary of Musicians erwähnten Unterricht bei Joseph Haydn könnte er bei dessen Besuch 1791 in London erhalten haben. Mit Haydn korrespondierte er über einen längeren Zeitraum. Graeff widmete seinem Lehrer Haydn seine 1797 erschienenen Quartette für Flöte, Violine, Viola und Violoncello.
Graeffs erster bekannt gewordener Auftritt als Flötensolist fand 1784 in Salomon’s concerts for the Gentry & Nobility statt; hier spielte er je ein Flötenkonzert von Wolfgang Amadeus Mozart und von Haydn und brachte eine seiner eigenen Sinfonien zu Aufführung. Laut Pressemeldungen konzertierte er kraftvoll, mit schnellen Fingern, auf einer neuen verbesserten Flötenkonstruktion. In der Folgezeit wirkte Graeff als Violin-, Flöten-, Klavier- und Kompositionslehrer. Außerdem war er für den Verlag des Komponisten und Pianisten Muzio Clementi tätig, bei dem mehrere Kompositionen Graeffs veröffentlicht wurden. 1813 zählte er zu den 30 Gründungsmitgliedern der Philharmonic Society. Graeff bot seine neuen Werke in regelmäßigen Abständen in der Londoner Presse zum Kauf an.
Zu Graeffs Freunden zählte der Organist und Komponist Samuel Wesley, in dessen Haus regelmäßige Konzerte mit Werken von Mozart, Haydn oder auch Johann Christian Bach stattfanden.
1802 heiratete Graeff die Farmerstochter Mary Jordan und wurde durch Naturalisation am 18. April 1803 englischer Staatsbürger.

## Werke (Auswahl)
- 6 Flute Duets, Op. 2
- 3 Sonatas, Op. 4
- 6 Flute Sonatas, Op. 5
- 3 String quartets, Op. 8
- Grand March in Es-Dur
- Quick March in G-Dur
- Ouverture en Symphonie Op. 11
- 3 Duos für Klavier vierhändig Op. 12